# Сад Букингемского дворца
Сад Букингемского дворца (англ. Garden at Buckingham Palace) — большой частный парк, прилегающий к лондонской резиденции британского монарха. Расположен в Вестминстере, позади Букингемского дворца и занимает площадь 42 акра (17 га),. Протяжённость гравийных дорожек парка составляет 2,5 мили. 

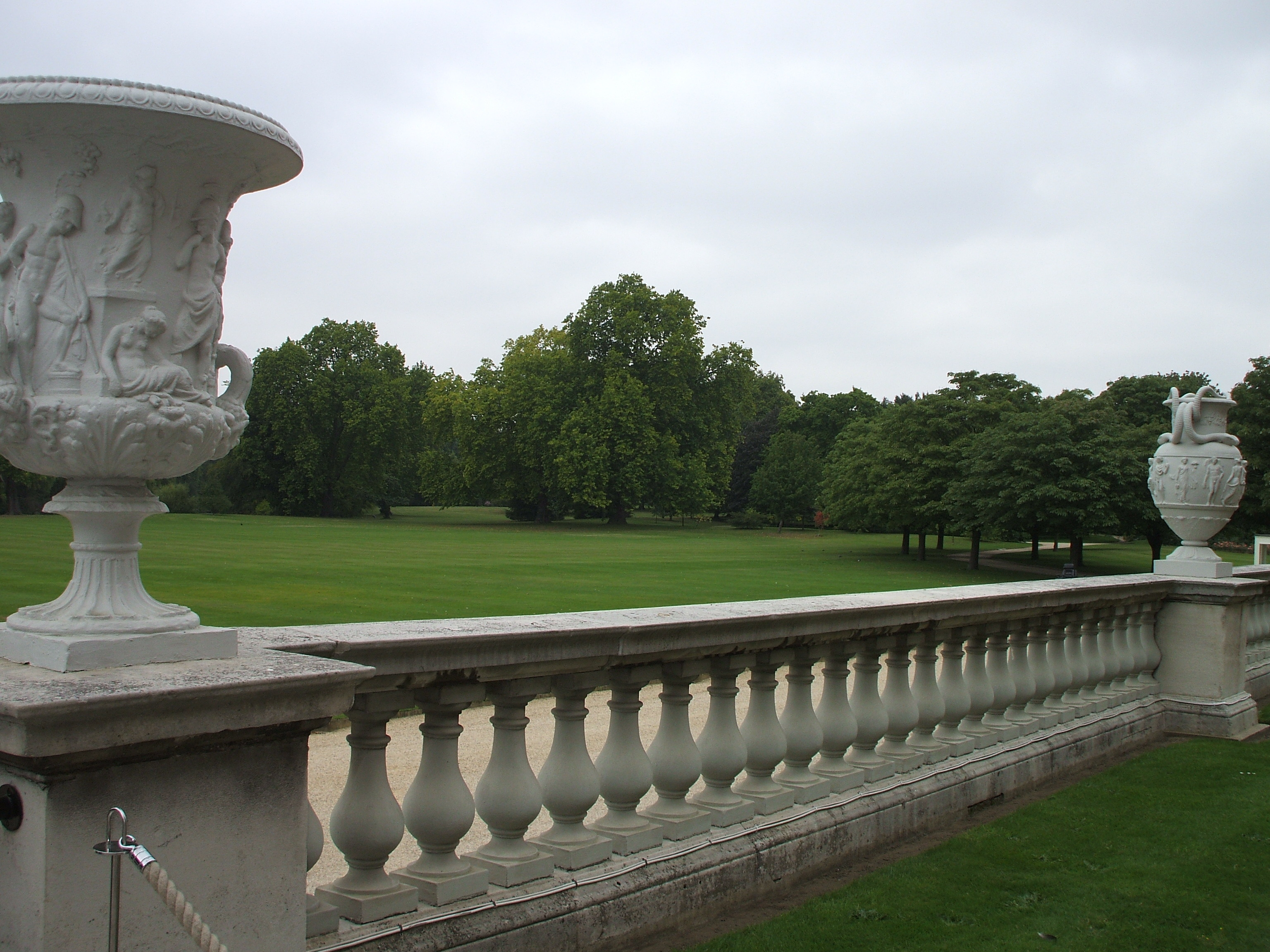
Декоративные вазоны на балюстраде Букингемского дворца, обращённой в сад.

Большую часть времени сад закрыт для свободного посещения, но, когда Букингемский дворец открыт для посещения в августе и сентябре, посетители имеют доступ к части сада.  
Среди деревьев, произрастающих в саду, выделяется тутовое дерево, посаженное во времена короля Якова I, который безуспешно пытался разводить в Англии тутовых шелкопрядов. Другими украшениями сада являются большой искусственный пруд и мраморная Ваза Ватерлоо.